# Fortificação abaluartada

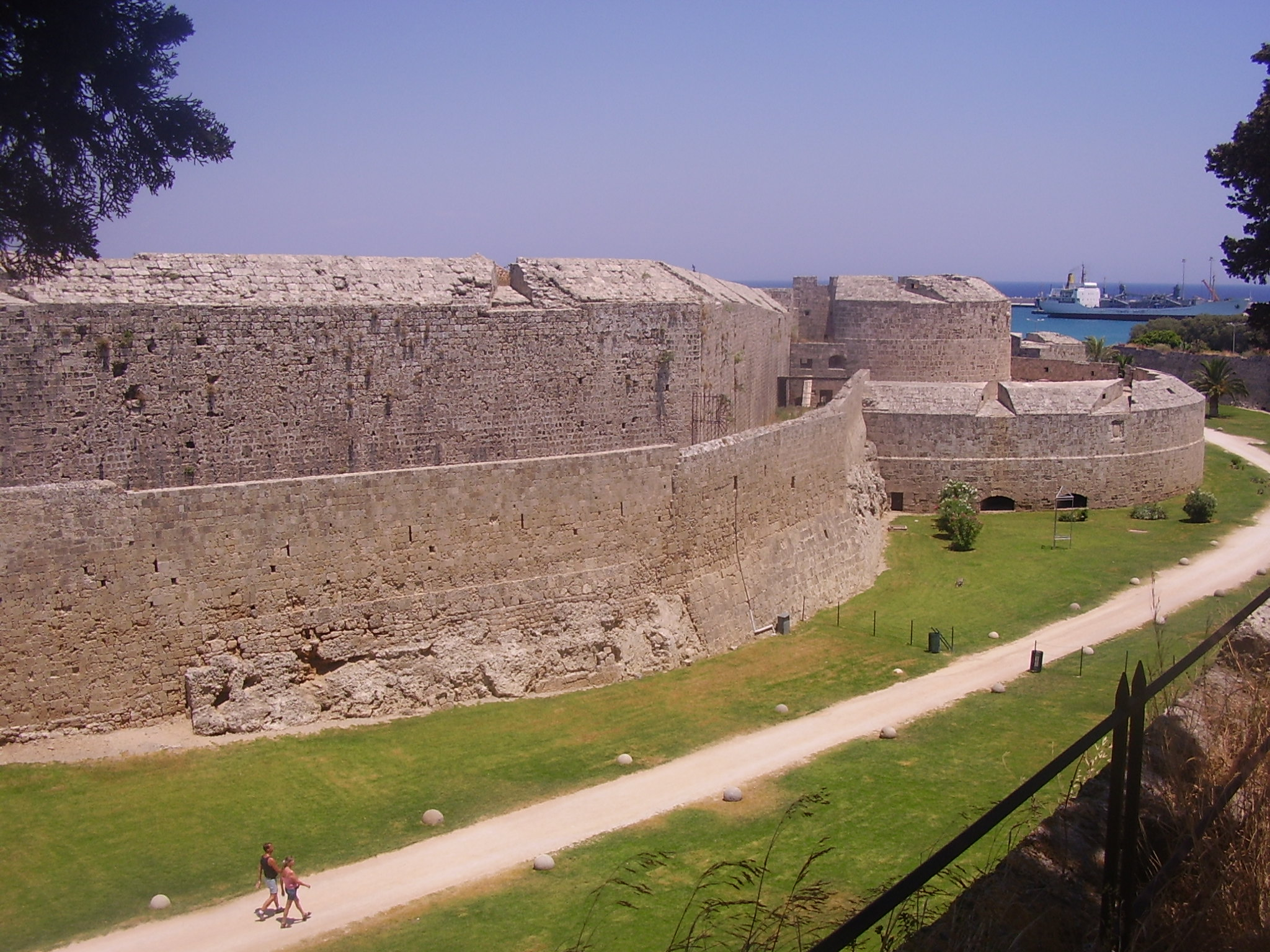
Fortificações em Rodes, Grécia

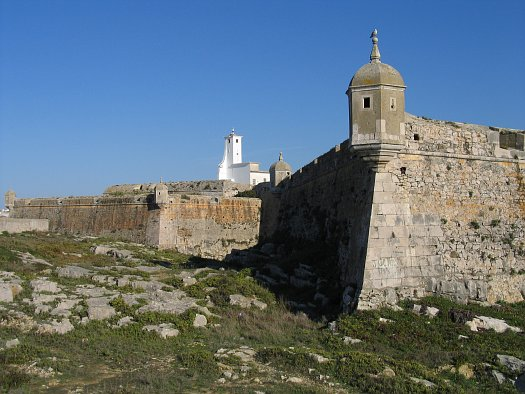
Baluartes da cidadela de Peniche, Portugal

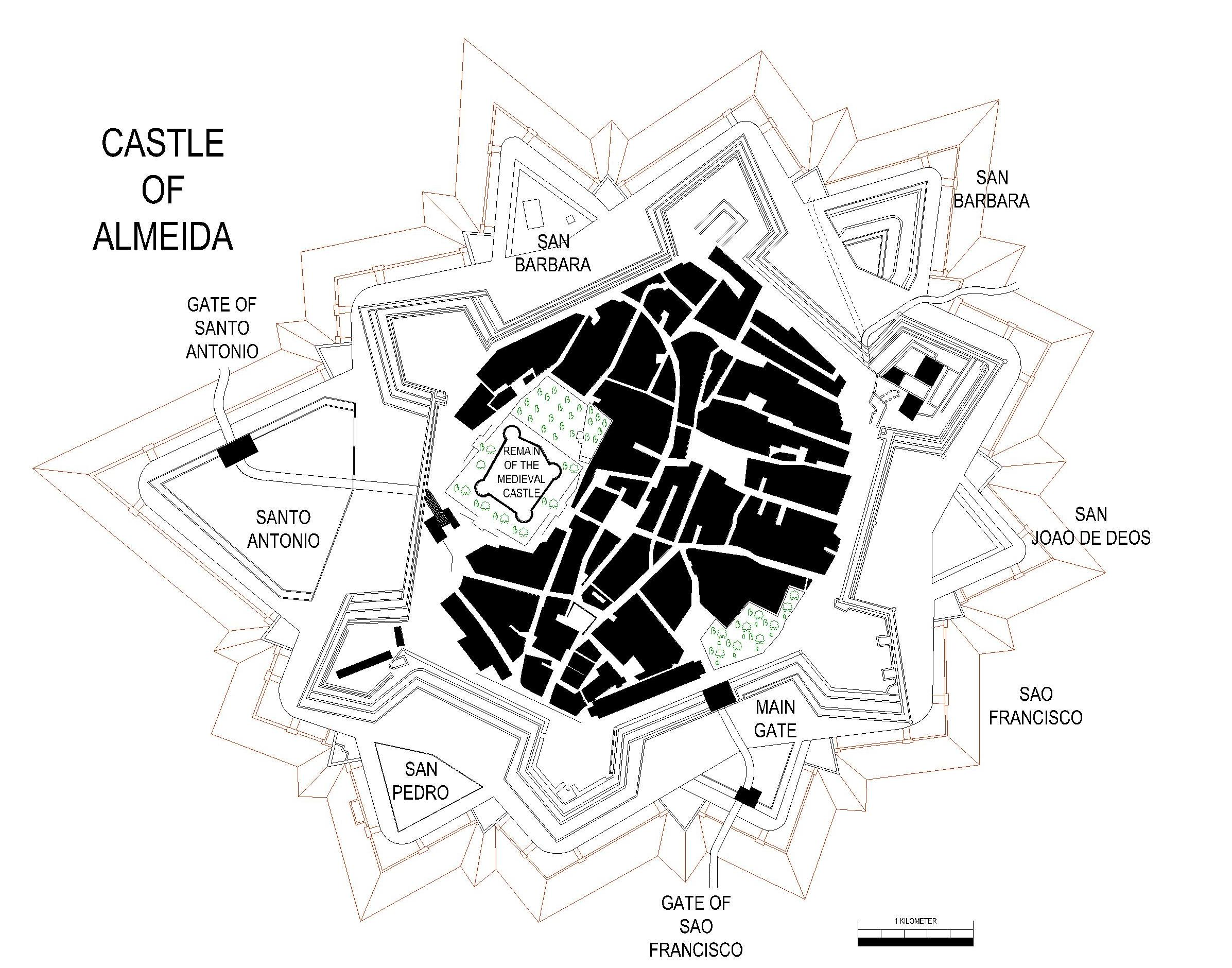
Castelo de Almeida

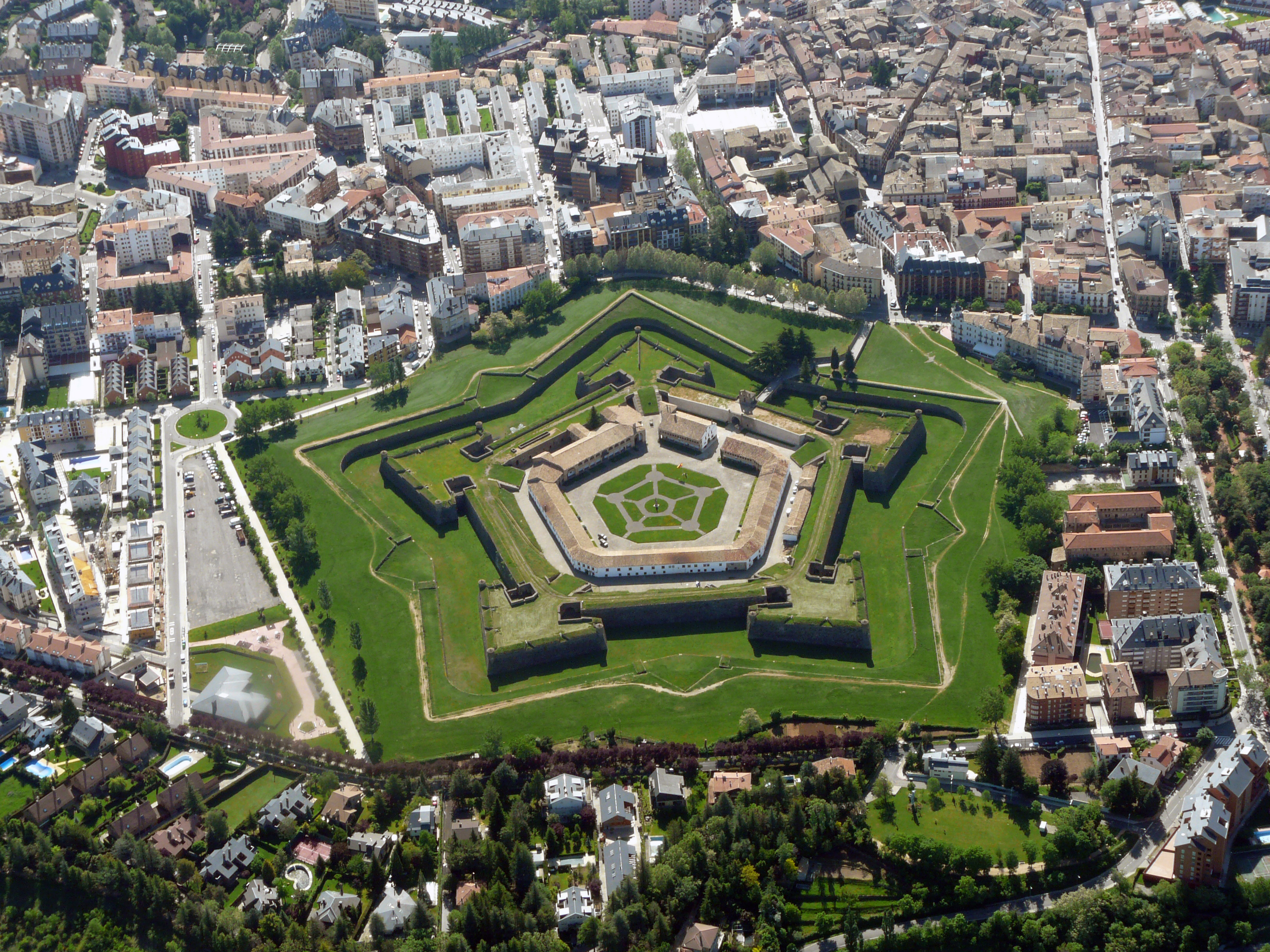
, Espanha

Em arquitetura militar, a fortificação abaluartada, também chamada de traçado italiano, fortificação em estrela, ou fortificação à moderna, é um estilo de fortificação desenvolvido, inicialmente, na Itália a partir do final do século XV, para fazer enfrentar o desenvolvimento da artilharia móvel, capaz de destruir as altas muralhas dos antigos castelos medievais.
A cidade mais fortificada da Europa é Elvas (Portugal), que alberga o maior conjunto de fortificações abaluartadas do mundo, classificado Património Mundial pela UNESCO desde 2012.

## História

### Início
Apesar de a pólvora e a artilharia serem bastante antigas, só o desenvolvimento da artilharia móvel veio a colocar em causa o sistema tradicional de fortificação, baseado em muralhas altas, quase perpendiculares ao solo e relativamente pouco espessas.
A altura das muralhas era apenas limitada pelo custo e pelas possibilidades estruturais, uma vez que quanto mais alta era a muralha mais difícil era, para o assaltante, escalá-la e, para o defensor, dominar visualmente a zona circundante.
Tradicionalmente, tendo-se como referência a "História de Itália" de Maquiavel, indica-se a expedição de Carlos VIII da França contra o Reino de Nápoles, de 1494 a 1497, como a causa que despoletou as inovações em matéria de fortificações.
Esta relação causa-efeito tem sido discutida e criticada em anos recentes, uma vez que os canhões eram já uma ameaça real, pelo menos desde a década de 1450. Contudo, é inegável que a queda de muitos castelos, de construção tradicional, diante dos Franceses, vai fomentar o desenvolvimento das fortificações à moderna.
A fortificação à moderna iniciou-se, seguindo-se duas práticas diferentes. A primeira consistiu na transformação dos castelos antigos, através do abaixamento e aumento da espessura das suas muralhas, da substituição das torres de planta quadrada ou com esquinas facilmente danificáveis por torres redondas, da criação de terraplanos e acrescentamento de obras de terra aos lados interiores das muralhas. Esta técnica é descrita pelos tratadistas da época como "estrela no círculo velho". A segunda prática seguida consistiu na elaboração de modelos de fortificações completamente novas, partir, já não das condições do terreno e das necessidades internas do lugar, mas sim das linhas de tiro, dos princípios da cobertura e do tiro de enfiada.

### Século XV

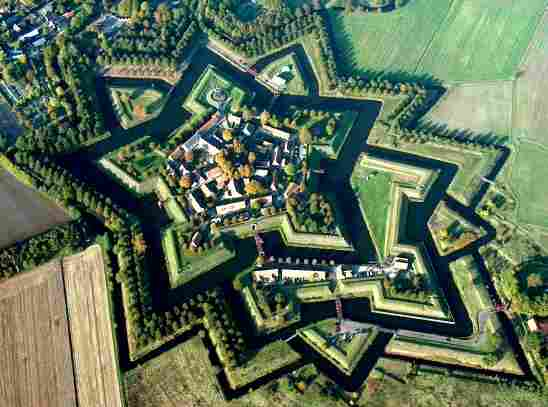
Vista áerea do Forte Bourtange na província de Groninga, Países Baixos

A modernização das fortificações começou, obviamente, pela adaptação das velhas fortalezas, uma vez que, dado ou seu número e extensão, seria muito custosa a sua substituição completa. No entanto, tornou-se evidente que o contínuo progresso técnico da artilharia obrigaria a um total repensar do traçado das muralhas. Depressa emergiram personalidades de relevo que começaram a teorizar e a construir novos tipos de fortificações, de onde se destacam os italianos irmãos Sangallo — que generalizaram o uso do baluarte pentagonal — e Francesco di Giorgio Martini — que, apesar de ter seguido uma linha de desenvolvimento que os sucessivos progressos tecnológicos demonstraram ineficaz, é considerado o verdadeiro pai da fortificação à moderna, principalmente graças ao número dos seus seguidores e à sua atividade de tratadista.
A principal preocupação dos arquitetos daqueles anos era a da proteção das cortinas (lanço reto de muralha entre duas torres ou entre dois baluartes), o principal alvo da artilharia de sítio que poderia, facilmente abrir uma brecha numa simples muralha direita, por mais robusta que fosse. Uma vez aberta a brecha, o próximo passo seria o de lançar um assalto de infantaria que, por ali, penetraria na fortaleza. Para contrariar esta tática, experimentou-se o chamado "fogo de retaguarda", que seria feito a partir de uma estrutura avançada em relação às cortinas, propositadamente fortalecida e provida de posições para a artilharia que daí poderia atingir a infantaria que tentasse aproximar-se da cortina para tentar um assalto através da brecha.
Compreende-se que esta obra, por sua vez, se tornasse exposta ao tiro da artilharia inimiga e, de fato, a partir da década de 1520 a artilharia de sítio passou a usar a tática de concentrar os seus tiros sobre as obras avançadas. Como, para a proteção das cortinas, bastariam algumas bocas de fogo de pequeno calibre, a atenção dos artilheiros e dos projetistas de fortificações voltou-se para os baluartes. A forma fantasiosa teorizada por Francesco di Giorgio e pelos seus seguidores — também não desdenhada pelos irmãos Sangallo — que, até então, tinham sido admiravelmente eficazes, já não respondiam à necessidade de não existirem pontos cegos, impossíveis de atingir pelos tiros dos defensores.

### Os Sangallo e a Escola Italiana de fortificação
[[Imagem:Livorno bastioni della Fortezza Vecchia.JPG|thumb|Baluarte redondo da {{ilc|Fortaleza Velha de Livorno|nex=Fortaleza Velha de Livorno, construída entre 1519 e 1534, pelos irmãos Sangallo]]

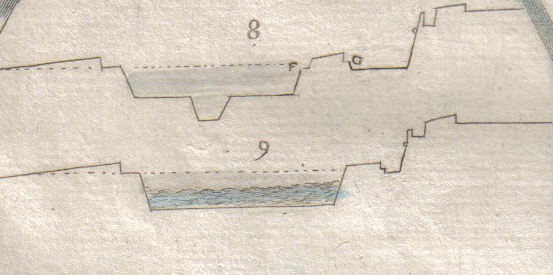
Perfil de uma fortificação de acordo com o sistema desenvolvido pelos irmãos Sangallo

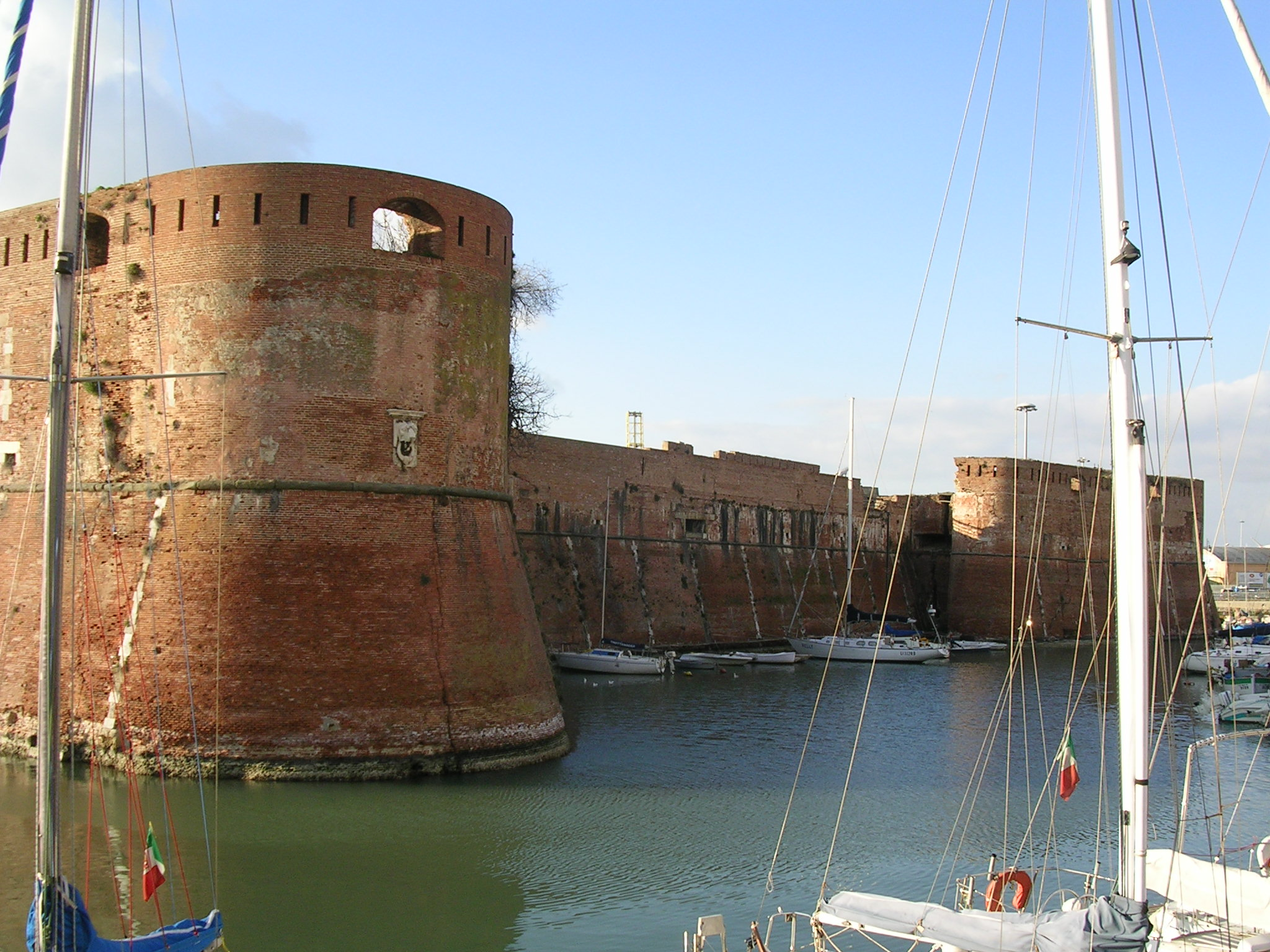
Baluarte redondo da ilc|Fortaleza Velha de Livorno|nex=Fortaleza Velha de Livorno, construída entre 1519 e 1534, pelos irmãos Sangallo

Os irmãos António e Giuliano Sangallo foram dos muitos arquitetos do Renascimento a dedicar-se à fortificação mas, à diferença de tantos teóricos, conseguiram concretizar os seus projetos numa série de obras impressionantes pela sua homogeneidade e coerência.
A inovação fundamental dos Sangallo não tem a ver tanto com a planta mas sim com o perfil do sistema. Este sistema incluía, do exterior para o interior: a esplanada, o caminho coberto, a contraescarpa, o fosso (seco ou molhado e com refocete ou não), as obras exteriores, o caminho de ronda, a escarpa e o terrapleno. O perfil estava desenhado de modo que uma arma de fogo dos sitiantes, colocada na esplanada (plano inclinado no exterior do fosso), não poderia atingir nenhuma parte da fortificação com um tiro direto, a menos que se expusesse completamente aos tiros dos defensores.
Este esquema continuará a dominar a fortificações modernas, mesmo depois do desaparecimento do sistema abaluartado. O esquema assim concebido era um sistema unitário, no qual todas as formas e dimensões dos seus elementos deveriam ter um relacionamento geométrico preciso com todos os outros componentes, sob pena de tornar vulnerável todo o sistema. Através dos esquemas ilustrados, é possível compreender que, com a alteração da altura ou o perfil de qualquer um dos elementos, para se manter a cobertura, também todos os outros elementos deverão ser modificados.
Este perfil impedia, efetivamente, o tiro direto das bocas de fogo dos sitiantes contra as muralhas da fortaleza. Era, então, necessário implementar um complexo assédio científico, que obrigava a um longo trabalho de escavação e de proteção, através da construção de sapas, trincheiras, minas e outras obras.
A arquitetura militar (ofensiva e defensiva) transformou-se assim em verdadeira e pura geometria, uma vez que os projetos desenhados tinham que ser passados para o terreno com a máxima precisão — um desvio de poucos graus num ângulo poderia ser um erro fatal — o que levou os arquitetos a desenvolver complexos sistemas de traçado e ampliação dos desenhos.
As simples fortalezas de minúsculas dimensões — em comparação com as realizações posteriores — realizadas pelos Sangallo dispunham já de muitos dos elementos que caraterizariam a arquitetura militar nos séculos seguintes. Muralhas em tijolo, mais económicas e fáceis de construir que as de pedra e, além disso, dispondo de mais elasticidade para resistir à artilharia — com "costuras" verticais, típicas dos Sangallo, feitas em pedra para decorar e enrijecer as longas cortinas. Baluartes pentagonais baixos e espessos, com esquinas arredondadas, para não serem entalhados e enfraquecidos facilmente. Batarias situadas nos ângulos reentrantes entre os baluartes e as cortinas, invisíveis a partir da esplanada. Algumas fortalezas de primeira geração construídas pelos Sangallo são: a Fortaleza de Poggio Imperiale, em Poggibonsi; o Forte de Sansepolcro; o Forte de Arezzo; a Cidadela de Civita Castellana; a Fortaleza Velha de Livorno e a Fortaleza dos Fiorentinos, em Pisa. O mais completo exemplo é, contudo, o Forte de Nettuno, erigido a mando do papa Alexandre VI, entre 1492 e 1503.

## Influência da escola italiana no exterior
Enquanto o teatro das guerras entre as grandes potências europeias se movia para a Flandres (Bélgica e França) e para Artois (Francia) — guerras onde iriam desenvolver numerosas operações de assédio e de socorro — a construção da cidadela de Antuérpia pelos italianos Francesco Paciotto e Galeazzo Alghisi criava um modelo de arquitetura militar que iria influenciar toda a Europa.
Uma série de arquitetos pensaram, imitaram e levaram avante inovações técnicas que darão vida às duas maiores escolas de fortificação da Europa que, rapidamente, irão eclipsar a fama dos Italianos. Nascerá assim a Escola Flamenga encabeçada por Menno van Coehoorn e a escola francesa que atingirá o seu apogeu com Vauban.
Dado o caráter plano das regiões em contenda, os traçados simétricos irão ser privilegiados em detrimento daqueles que tomam partido das condições de relevo do solo, estes forçosamente preferidos na Itália, graças às irregularidades do solo naquela península.

## A escola flamenga
Nas terras baixas da Flandres a pedra é difícil de obter, o terreno é areoso e até os tijolos são mais caros que em outros lugares. A configuração do terreno é quase plana e a água é abundante, com uma fina rede de rios e canais, encontrando-se fontes de água a poucos centímetros de profundidade em quase todos os locais.
São estas as condições encontradas pelos engenheiros flamengos ao elaborarem uma grande número de sistemas de fortificaçãos que se caraterizam por plantas em estrela, muito regulares, com múltiplos fossos quase sempre alagados e com obras de terra batida ou revestidas apenas com uma fina camada de tijolos nas faces voltadas para os assaltantes. A quase ausência de obras em alvenaria significava que, as posições de artilharia teriam que ficar sempre a descoberto. Eram assim, fortificações menos duradoras, mas mais fáceis de construir e de reparar — durante os sítios era, inclusive, prática corrente, os defensores repararem durante a noite os estragos causados pela artilharia dos sitiantes durante o dia.
A personalidade mais importante da Escola Flamenga é o barão Menno van Coehoorn (1641–1704), o qual, apesar de não abandonar as inovações ditadas pelas caraterísticas do terreno ou das necessidades específicas, elaborou pelo menos dois sistemas distintos de traçado, marcados pela existência de saliências muito proeminentes. Com base nos seus sistemas, foram construídas numerosas fortalezas, como Nijmegen, Breda e Bergen op Zoom. Também Mannheim na Alemanha foi fortificada segundo os seus princípios, enquanto que Belgrado e Temesvar na Europa de Leste foram fortificadas segundo o seu segundo sistema.

## A escola francesa
Na França, especialmente no século XVII sob Luís XIV, a guerra era entendida, quase exclusivamente, como sendo uma série de assédios e de contra-assédios, não sendo por isso um mero acaso o facto das poucas batalhas campais terem sido travadas, quase sempre, perto de uma fortaleza, na sequência de um assédio ou de um socorro.
A grande personalidade que ofuscou todos os outros engenheiros militares franceses do período — e que originou o mito de que a fortificação abaluartada foi uma invenção francesa — foi Sébastien Le Prestre de Vauban (1633–1707) que veio a tornar-se Marechal de França e Comissário Geral das Fortificações de Luís XIV num período de 53 anos. Para o "Rei-Sol", construiu ou projetou numerosíssimas praças-forte. Foi célebre a sua rivalidade cavalheiresca com o barão van Coehoorn, que culminou nos dois assédios de Namur. No primeiro, em 1692, Vauban tomou a cidadela construída por van Coehoorn, fortificando-a, depois, com o seu próprio sistema. No entanto, em 1695, o flamengo desforrou-se, reconquistando a cidade.
A obra de Vauban, continuada por tantos anos, compreendeu a modificação das defesas de um grande número de fortificações e a construção, de raiz, de 37 novas fortalezas ou portos fortificados. Muitas dessas fortalezas constituíram o, por ele chamado, "Pré carré", consistindo numa linha dupla de fortalezas abaluartadas para proteção da fronteira francesa com os Países Baixos.
Bom comandante, Vauban ganhou o bastão de marechal ao vencer numerosos assédios, tanto como sitiante como sitiado. Deu provas de uma grande flexibilidade, inventando diversos sistemas fortificados baptizados com o seu nome, que se mostraram eficazes tanto nas fortalezas localizadas em regiões planas, como nas localizadas em regiões montanhosas. Ele, todavia, nunca abandonou o sistema de baluartes típicos dos projetos italianos dos irmãos Sangallo. Na verdade, a verdadeira vocação de Vauban foi o ataque e os tratados que dedicou a este assunto constituíram a sua maior glória, tanto que é possível considerá-lo como a personalidade mais relevante na fundação do "assédio científico".
Vauban não deixou escrito qualquer trabalho sobre fortificação, mas os seus discípulos reconhecem no mestre três métodos evolutivos:
- o primeiro, sem grande inovação, preconizava a construção de raiz e definitiva de cavaleiros e trincheiras interiores, sobre o baluarte e o uso de revelins e tenalhas no fosso;
- o segundo, onde introduziu duas linhas de defesa: a exterior, com baluartes destacados, e a interior, constituída por uma longa cortina apenas com pequenas torres acasamatadas e abaluartadas na extremidade, continuando a construir as tenalhas no fosso e os revelins;
- o terceiro mantinha as duas linhas de defesa, mas a interior tornou-se abaluartada com as pequenas torres na ponta dos baluartes em consequência do que a cortina ficava muito reduzida. Surgiram também as poternas e as capoeiras, os revelins tinham um reduto e continuavam a usar-se tenalhas no fosso.

Para manter um alto perfil na engenharia militar, Luís XIV fundou a Escola de Mézieres que forneceu inúmeros e capazes oficiais de engenharia, mas que, a longo prazo, se tornou num obstáculo à capacidade de fazer frente a novos desafios. Não foi, portanto, uma coincidência que o outro grande nome da engenharia militar francesa se tornasse Marc Henry — um oficial de cavalaria — que, em polêmica com a onipotente Escola de Mézieres que o tinha impedido de publicar a sua obra em 1778, apresentou o seu sistema de fortificação poligonal. No seu trabalho, renunciou, substancialmente, aos traçados complexos para os substituir por um aumento da potência de fogo de artilharia abrigada em casamatas, fazendo convergir uma grande quantidade de fogo sob os assaltantes, estando, ao mesmo tempo protegida contra o fogo destes.
A obra de Marc Henry foi finalmente publicada e ganhou a atenção do governo revolucionário que o chamou e para o qual preparou um curso completo de fortificação com 92 modelos em madeira. Com a sua obra fechou-se o ciclo, iniciado 300 anos antes, da fortificação abaluartada inventada pelos Sangallo.